# Lista światowego dziedzictwa UNESCO w Luksemburgu
Lista światowego dziedzictwa UNESCO w Luksemburgu – lista miejsc we Luksemburgu wpisanych na listę światowego dziedzictwa UNESCO, ustanowionej na mocy Konwencji w sprawie ochrony światowego dziedzictwa kulturowego i naturalnego, przyjętej przez UNESCO na 17. sesji w Paryżu 16 listopada 1972 i ratyfikowanej przez Luksemburg 28 września 1983 roku.

## Historia
Luksemburg ratyfikował 28 września 1983 roku Konwencję w sprawie ochrony światowego dziedzictwa kulturowego i naturalnego z 1972 roku. Na liście światowego dziedzictwa znalazł się tylko jeden obiekt z Luksemburga (stan w 2020 roku).

## Obiekty na liście światowego dziedzictwa UNESCO
Poniższa tabela przedstawia luksemburskie obiekty na liście światowego dziedzictwa UNESCO:
nr ref. – numer referencyjny UNESCO;
obiekt – polskie tłumaczenie nazwy wpisu na liście wraz z jej angielskim oryginałem;
położenie – miasto, region; współrzędne geograficzne;
typ – klasyfikacja według Komitetu Światowego Dziedzictwa:
- kulturowe (K),
- przyrodnicze (P),
- kulturowo–przyrodnicze (K,P).

rok wpisu – roku wpisu na listę i rozszerzenia wpisu;
opis – krótki opis obiektu wraz z informacjami o jego zagrożeniu.
| Nr ref. | Obiekt                                                  | Zdjęcie | Położenie            | Typ | Rok  | Opis |
| ------- | ------------------------------------------------------- | ------- | -------------------- | --- | ---- | --- |
| 669     | Miasto Luksemburg – zabytkowe dzielnice i fortyfikacje. |         | 49°36′42″N, 6°7′55″E | K   | 1994 | Twierdza Luksemburg była od XVI wieku jedną z najważniejszych fortyfikacji w Europie. W 1867 roku została rozebrana.Ponieważ należała kolejno do cesarzy Świętego Cesarstwa, książąt Burgundii, Habsburgów, królów Hiszpanii i Francji i do Prus była wielokrotnie przebudowywana. Obecnie daje przegląd zmian architektury obronnej na przestrzeni kilku wieków. Zabytkowe dzielnice Luksemburga to przykład europejskiego miasta otoczonego murami. Zachowało się wiele budynków użyteczności publicznej, dzielnice rzemieślnicze i handlowe, miejsca kultu i prywatne rezydencje. |